# Фуллертон, Чарлз Гордон
Чарлз Го́рдон Фу́ллертон (англ. Charles Gordon Fullerton; 1936—2013) — астронавт НАСА. В 1977 году участвовал в атмосферных полётах-испытаниях (ALT) аэродинамических качеств шаттлов, летал на «Энтерпрайзе». Совершил два космических полёта: в качестве пилота на шаттле «Колумбия» — STS-3 (1982) и в качестве командира экипажа на «Челленджере» — STS-51F (1985).

## Рождение и образование

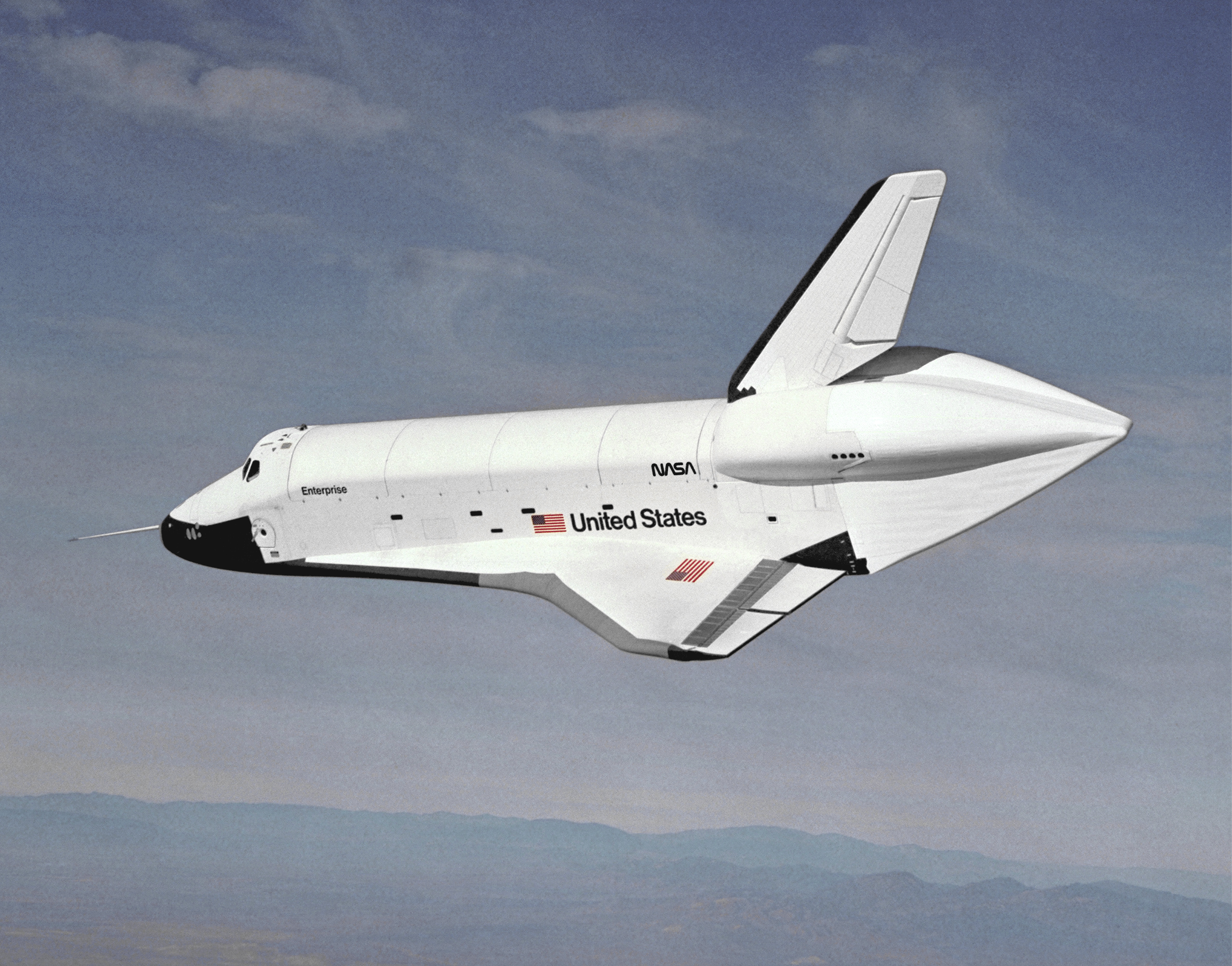
«Энтерпрайз» — испытательный полёт.

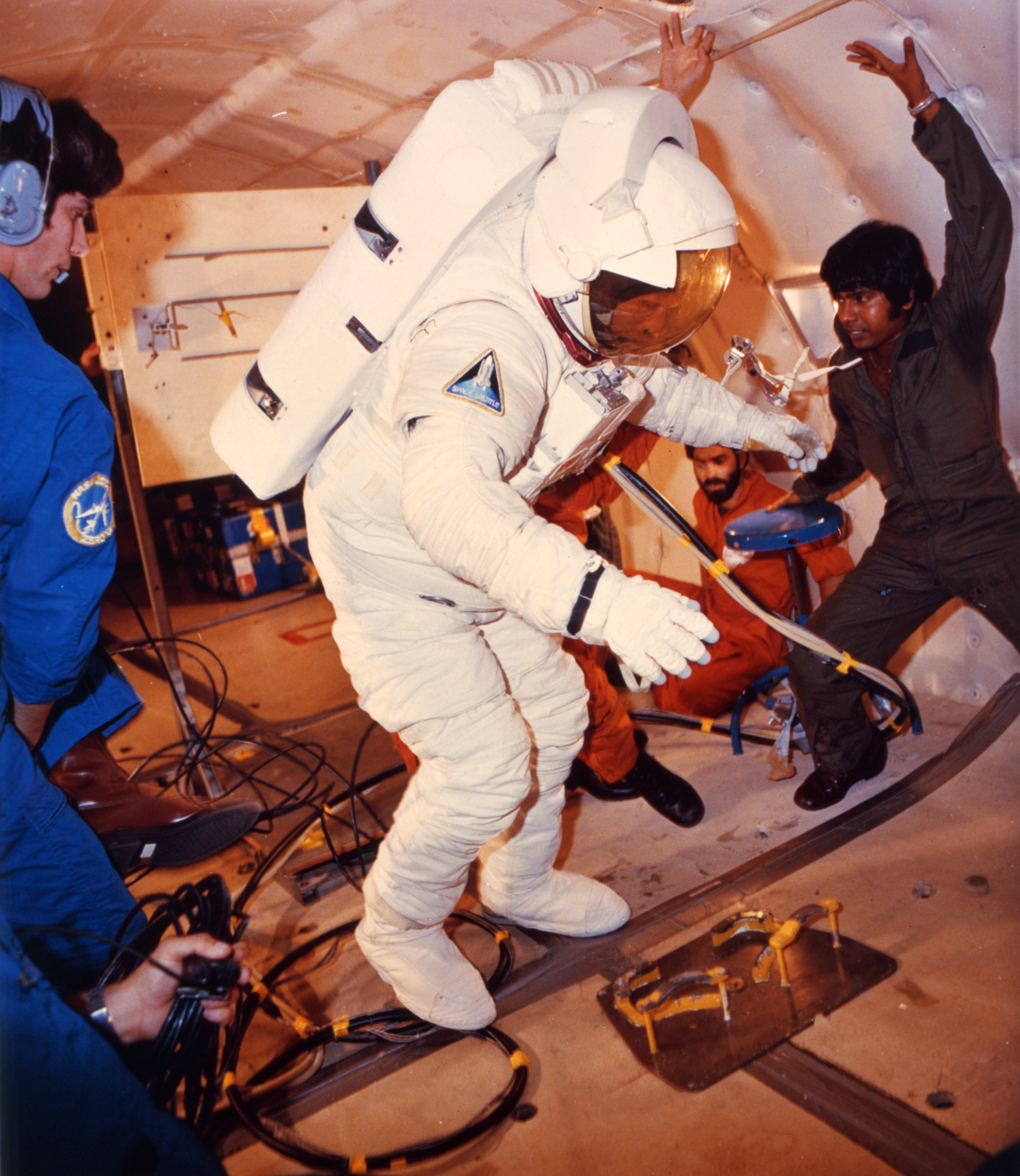
Фуллертон (в скафандре) — обучение на борту самолета «невесомости» KC-135 (1981 год).

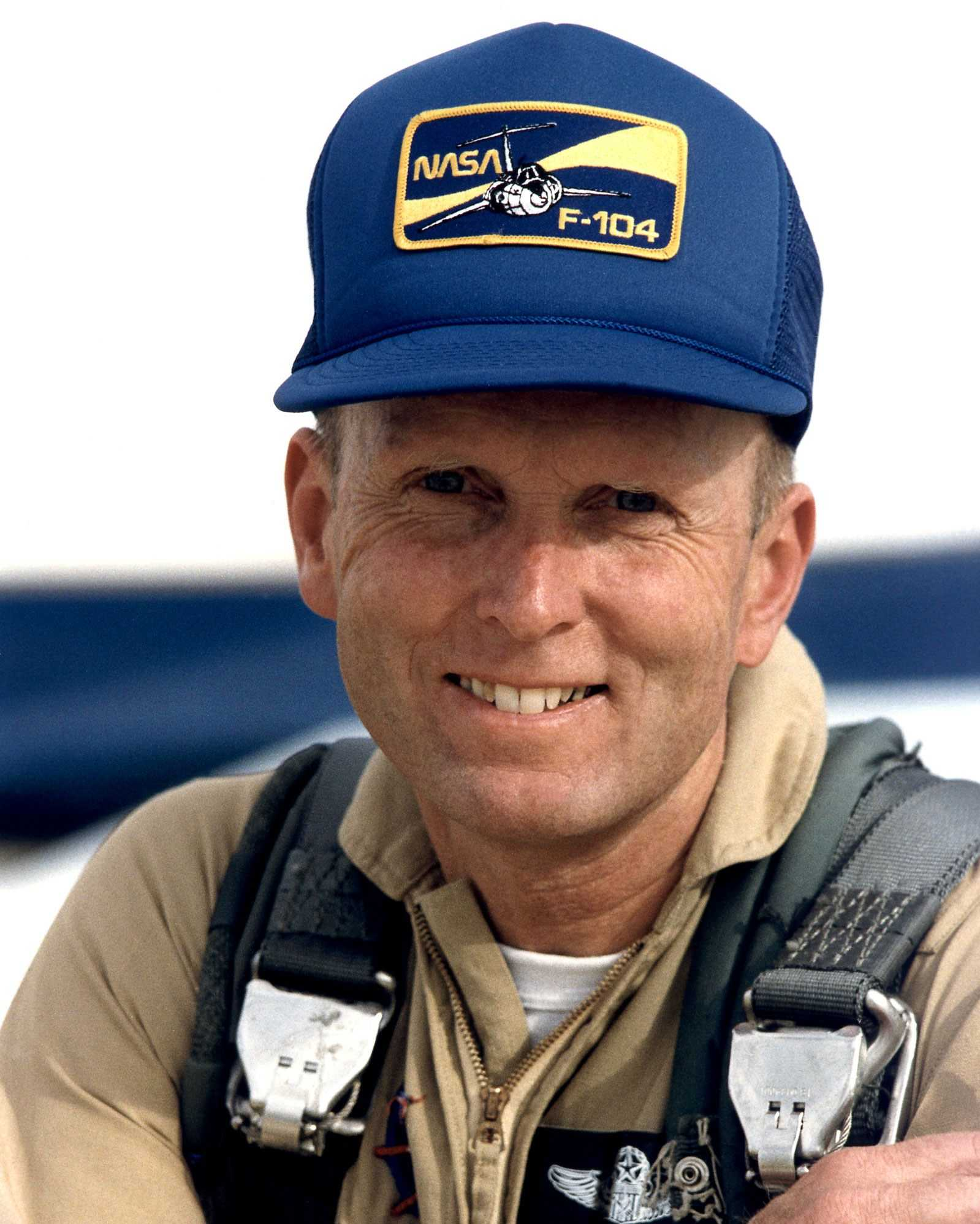
Фуллертон в 1989 году.

Родился 11 октября 1936 года в городе Рочестер, штат Нью-Йорк. Окончил среднюю школу имени Гранта в Портленде, штат Орегон. В 1957 году окончил Калифорнийский технологический институт в Пасадине и получил степень бакалавра наук по машиностроению. В 1958 году в том же институте получил степень магистра наук по машиностроению.

## Военная карьера
В 1958 году несколько месяцев до призыва в армию работал инженером-конструктором-механиком в компании «Hughes Aircraft», в Калвер-Сити, штат Калифорния. На службе в ВВС США с 17 июля 1958 года. Прошёл начальную лётную подготовку на авиабазе ВВС Бэнбридж в Джорджии и на авиабазе ВВС Уэбб в Техасе, а также подготовку в качестве пилота перехватчика F-86 на базе ВВС Перрэн в Техасе в сентябре 1959 года. С мая по декабрь 1960 года проходил подготовку в качестве пилота бомбардировщика на базе ВВС Макконелл в Канзасе. Затем служил пилотом самолёта B-47 в составе 303-го бомбардировочного авиакрыла стратегического авиационного командования США на базе ВВС Девис-Монтен в Аризоне. В мае 1964 года окончил Аэрокосмическую школу пилотов-исследователей на авиабазе Эдвардс в Калифорнии. После окончания Школы был направлен на службу лётчиком-испытателем в Отделение бомбардировочной авиации на базе ВВС Райт-Паттерсон, штат Огайо, где служил до своего зачисления в отряд астронавтов Пилотируемой орбитальной лаборатории (ПОЛ). Прошёл также подготовку у Школе офицеров эскадрильи и окончил Промышленный колледж вооружённых сил. Общий налёт составляет более 16 000 часов на 135 типах ЛА, в том числе T-33, T-34, T-37, T-39, F-86, F-101, F-106, F-111, F-14, X-29, KC-135, C-140, B-47. Воинское звание: второй лейтенант ВВС (в 1958 году). Капитан ВВС (в 1966 году). Полковник ВВС (в отставке с 1988.06.27).

## Космическая подготовка
В 17 июня 1966 года был одним из пяти пилотов, отобранных по программе MOL ВВС (второй набор по программе MOL). Оставался в отряде до закрытия программы в июне 1969 года. После расформирования отряда MOL, в августе 1969 года был зачислен в отряд астронавтов НАСА в составе так называемого 7-го набора. Прошёл курс общекосмической подготовки. Входил в резервный экипаж кораблей «Аполлон-14» и «Аполлон-17» в качестве пилота лунного модуля. Был членом экипажа поддержки «Аполлон-15» и «Аполлон-16». Во время полётов кораблей «Аполлон-14» — «Аполлон-17» выполнял функции оператора связи с экипажем в Центре управления в Хьюстоне. После начала работ по программе Спейс шаттл прошёл подготовку в качестве пилота шаттла. 24 февраля 1976 года был назначен пилотом одного из двух экипажей, проводивших в 1977 году испытательные полёты (ALT) шаттла Энтерпрайз в атмосфере при сбрасывании с самолёта Боинг-747 на высоте в 25000 футов (7 620 м). Именно Чарльз Фуллертон вместе с командиром корабля Фредом Хейзом выполнили первый свободный полёт на шаттле Энтерпрайз 12 августа 1977 года. 17 марта 1978 года был назначен пилотом в четвертый испытательный полёт шаттла (Orbital Flight Test-4 — OFT-4), но так как в июне 1979 года астронавт Фред Хейз ушел из НАСА, Фуллертон заменил его в качестве пилота экипажа третьего испытательного полёта (OFT-3).

## Космические полёты
- Первый полёт — STS-3[3], шаттл «Колумбия». C 22 по 30 марта 1982 года в качестве пилота. Продолжительность полёта составила 8 суток 06 минут[4].
- Второй полёт — STS-51F[5], шаттл «Челленджер». C 29 июля по 6 августа 1985 года в качестве командира экипажа. Продолжительность полёта составила 7 суток 22 часа 46 минут. Этот полёт — первый с космической лабораторией Спейслэб. Было проведено 13 основных экспериментов, в частности, в областях: астрономия, физика Солнца, изучение ионосферы, биология и несколько экспериментов с супержидким гелием[6].

Общая продолжительность полётов в космос — 15 суток 22 часа 52 минуты.

## После полётов
Ушёл из отряда астронавтов в ноябре 1986 года. С ноября 1986 года работает лётчиком-исследователем в Исследовательском центре имени Драйдена на авиабазе Эдвардс в Калифорнии. Пилотировал самолёт-носитель НАСА NB-52B Balls 8 и самолёт для транспортировки шаттла Боинг-747. Участвовал в программе испытаний корабля спасателя для МКС X-38 (V-131R) в качестве пилота самолёта NB-52. Пилотировал NB-52 Balls 8 во время запуска с него ракеты-носителя «Пегас». В сентябре 1998 года принимал участие в работах в совместной американо-российской программе «Объединенные исследования высоких скоростей» в качестве одного из двух американских пилотов сверхзвукового самолёта Ту-144ЛЛ (летающая лаборатория). Все полёты выполнялись в России, в Центральном аэрогидродинамическом институте (ЦАГИ) имени Жуковского. Однако 31 июля 2002 года был зачислен в категорию астронавтов-менеджеров НАСА, продолжая работать лётчиком-исследователем в Исследовательском центре имени Драйдена. В октябре 2007 года был назначен помощником начальника Отдела управления полётами в Исследовательском центре имени Драйдена. В декабре 2007 года ушёл из НАСА и со своей должности в Исследовательском центре имени Драйдена.
Чарлз Гордон Фуллертон скончался 21 августа 2013 года на 77-м году жизни.

## Награды
Награждён: Крест лётных заслуг (США), Медаль «За выдающуюся службу» (НАСА), Медаль «За исключительные заслуги», Медаль «За космический полёт» (1983 и 1985), Премия Американского Института Аэронавтики и Астронавтики, Член «Американского общества астронавтики».

## Семья
Жена — Мэри Джаннет Баттнер. Дочь — Молли Мэри(26.06.1973), сын — Эндрю Александер(24.10.1975). Увлечения: работы по дереву, теннис и фотографирование.